# Pristimantis ceuthospilus
Pristimantis ceuthospilus är en groddjursart som först beskrevs av William Edward Duellman och Hiram Wild 1993.  Pristimantis ceuthospilus ingår i släktet Pristimantis och familjen Strabomantidae. IUCN kategoriserar arten globalt som sårbar. Inga underarter finns listade i Catalogue of Life.